# لويس غارسيا موراليس
لويس غارسيا موراليس (بالإسبانية: Luis García Morales) هو كاتب وشاعر فنزويلي، ولد في 6 أغسطس 1929 في سيوداد بوليفار في فنزويلا، وتوفي في 3 يوليو 2015 في كاراكاس في فنزويلا بسبب مرض تنفسي.